# ABB

Страны, в которых присутствует бизнес ABB

ABB (Asea Brown Boveri) — шведско-швейцарская транснациональная корпорация, специализирующаяся в области электротехники и энергетического машиностроения, созданная в результате слияния в 1988 году шведской компании ASEA и швейцарской компании Brown, Boveri & Cie. Штаб-квартира — в Вестеросе и Цюрихе, производственные мощности располагаются на территории Германии, Швейцарии, Швеции, Италии, Франции, России, Чехии, Индии, Китая, США, Португалии, Бразилии, Финляндии, Эстонии и ряда других стран.

## История
Шведская часть корпорации была основана в 1883 году под названием Elektriska Aktiebolaget, в 1890 году она объединилась с Wenstroms & Granstroms Elektriska Kraftbolag, образовав Allmänna Svenska Elektriska Aktiebolaget (ASEA). Компания начала с производства электродвигателей, вскоре стала практически единственным производителем локомотивов и железнодорожного оборудования для шведских железных дорог. После Второй мировой войны компания вышла на рынок США. В 1952 году с помощью оборудования компании была проложена первая в мире линия электропередачи на 400 кВ. В 1953 году в лаборатории ASEA были получены первые в мире синтетические алмазы. В 1968 году было создано подразделение ASEA Atom по строительству атомных реакторов.
Швейцарская часть, BBC Brown Boveri, была создана в 1891 году. Из-за ограниченности швейцарского рынка уже на ранних этапах развития компания начала создавать филиалы в других европейских странах, некоторые из них превышали по размеру материнскую компанию. Основной продукцией Brown Boveri были электродвигатели для локомотивов и оборудование для электростанций. Основными рынками были Германия, Франция, Швейцария, а также некоторые другие страны Европы и Латинской Америки. В 1974 году был куплен британский производитель промышленного оборудования George Kent.
В августе 1987 года ASEA и Brown Boveri объявили о намерении объединить свои активы в новую компанию ABB Asea Brown Boveri со штаб-квартирой в Цюрихе. Объединение было завершено 5 января 1988 года, при этом компании ASEA и Brown Boveri не были упразднены, а остались совладельцами новой компании. Объединение позволило снизить расходы на научно-исследовательскую деятельность в таких сферах, как сверхпроводники, высоковольтные микросхемы и системы управления для электростанций.
В первые два года своей деятельности корпорация приобрела 55 компаний, включая бизнес по передаче и распределению энергии корпорации Westinghouse Electric. Стратегия неорганического роста продолжена в 1990-е годы, крупнейшее поглощение — нидерландский производитель систем промышленной автоматизации Elsag Bailey Process Automation (1998). Также было создано большое присутствие в Восточной Европе, к 1995 году у АВВ здесь было 60 дочерних компаний, в частности в Польше, Чехии, России, Румынии и Украине. В 1996 году подразделение железнодорожного транспорта было объединено с аналогичным подразделением Daimler-Benz в совместное предприятие ABB Daimler-Benz Transportation GmbH (ADtranz), ставшее крупнейшим в мире в этой сфере. За первые 9 лет существования ABB почти удвоила свою выручку, с 17,8 млрд до 34,6 млрд долларов.
В 1999 году АВВ продала ядерный бизнес.
С 2001 акции корпорации торговались на Нью-Йоркской фондовой бирже, но были сняты с листинга 23 мая 2023 года.
В 2011 году приобретён производитель источников бесперебойного питания для центров обработки данных Newave; в 2013 году — американский производитель оборудования для солнечной фотоэлектрики Power-One.
В 2017 году у General Electric выкуплено подразделение GE Industrial Solutions (GE Power).
В 2018 году подразделение автоматизации электросетевого бизнеса продано компании Hitachi.
21 июля 2022 года корпорация приняла решение уйти с российского рынка. Если ABB соберётся продать свой бизнес, то в качестве потенциальных покупателей эксперты называли крупные российские технологические компании IEK, TDM Electric и Курский электроаппаратный завод.

## Собственники и руководство

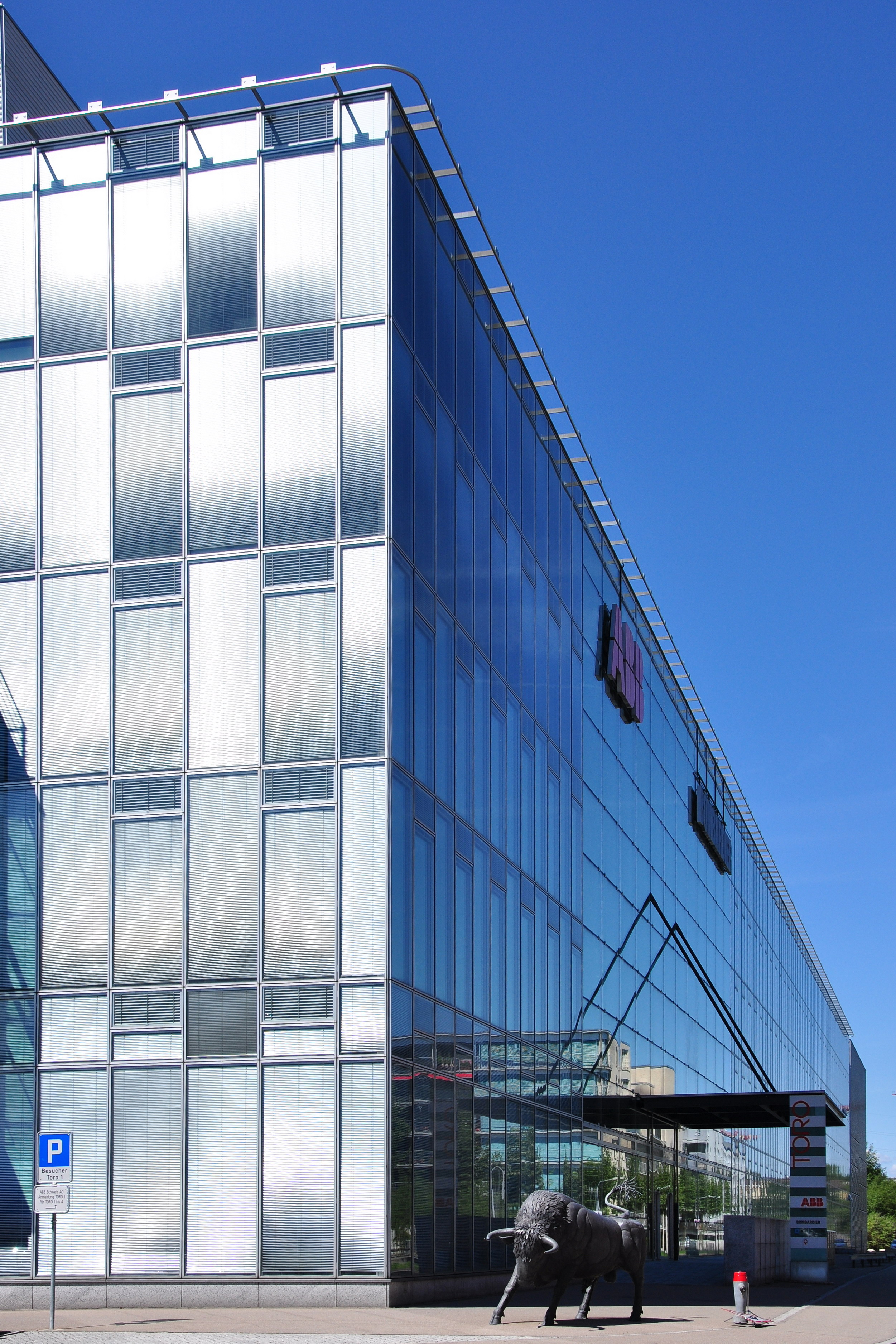
ABB в Швейцарии

Акции ABB торгуются на Швейцарской бирже SIX в Цюрихе (ABBN) и Nasdaq Nordic в Стокгольме (ABB). Крупнейшими акционерами являются шведская инвестиционная компания семейства Валленбергов Investor AB (14,1 %), шведская инвестиционная компания Cevian Capital (5,7 %), американские компании по управлению активами The Vanguard Group (2,7 %) и Capital Research & Management Co. (2,0 %), Государственный пенсионный фонд Норвегии (1,9 %).
Генеральный директор с февраля 2020 года — Бьёрн Розенгрен (швед. Björn Rosengren), бывшие директора:
- апрель 2019 — февраль 2020: Петер Фозер
- сентябрь 2013 — апрель 2019: Ульрих Шписхофер
- сентябрь 2008 — сентябрь 2013.: Джозеф Хоган
- февраль 2008 — сентябрь 2008: Мишель Демаре — временно
- январь 2005 — февраль 2008: Фред Киндл
- сентябрь 2002 — декабрь 2004: Юрген Дорман
- январь 2001 — сентябрь 2002: Йорген Центерман
- январь 1997 — декабрь 2000: Горан Линдал
- 1987—1996: Перси Барневик

Председателем совета директоров с 2015 года является Петер Фозер (англ. Peter Voser); бывшие председатели совета директоров:
- Хубертус фон Грюнберг
- Юрген Дорман
- Питер Сазерленд
- Дональд Рамсфельд (1990—2001)

## Деятельность
Выручка компании за 2022 год составила 29,4 млрд долларов, из них 10,3 млрд пришлось на Европу, 9,6 млрд — на Америку, 9,6 млрд — на Азию, Ближний Восток и Африку. Производственные мощности насчитывают 357 заводов в Европе, 203 завода в Азии, 142 завода в Северной Америке, 42 завода на Ближнем Востоке и в Африке, 24 завода в Южной Америке и 13 заводов в Австралии.
Основные подразделения по состоянию на 2022 год:
- электрификация — производство оборудования для средне- и низковольтных сетей (в том числе системы зарядки электромобилей, солнечные инверторы, модульные подстанции, электроустановочные изделия, кабели, измерительные и сенсорные устройства, пускорегулирующая аппаратура), выручка 14,1 млрд долларов, 52 тыс. сотрудников;
- движение — производство различных типов электродвигателей, генераторов, тяговых преобразователей, преобразователей для ветрогенераторов, выручка 6,7 млрд долларов, 21,1 тыс. сотрудников;
- промышленная автоматизация — системы управления, контрольно-измерительное и аналитическое оборудование, системы для судов, шахтно-подъёмные машины, турбокомпрессоры, выручка 6,0 млрд долларов, 20,1 тыс. сотрудников;
- робототехника и дискретная автоматизация — производство маломощных электромоторов, промышленных роботов, выручка 3,2 млрд долларов, 10,7 тыс. сотрудников.

Корпорация имела две производственные площадки на территории России: в Липецкой и Московской областях.
Основными конкурентами ABB являются Schneider Electric и Legrand.